# The Life and Legend of Wyatt Earp
The Life and Legend of Wyatt Earp é a primeira série de TV ocidental escrita para adultos, 
 
estreando quatro dias antes de Gunsmoke em 6 de setembro de 1955. 
Duas semanas depois, veio a série Cheyenne de Clint Walker. A série é vagamente baseada na vida do "Marshal" de fronteira Wyatt Earp. O programa em preto e branco de meia hora foi ao ar por seis temporadas (229 episódios) na ABC de 1955 a 1961, com Hugh O'Brian no papel-título.

## Enredo
A primeira temporada da série pretende contar a história das experiências de Wyatt como Vice-marshal municipal de Ellsworth, Kansas (primeiros quatro episódios) e depois como Marshal municipal em Wichita. No segundo episódio da segunda temporada, que foi ao ar em 4 de setembro de 1956, ele é contratado como assistente do prefeito de Dodge City, onde o cenário permaneceu por três temporadas. O episódio final ambientado em Dodge City (Temporada 5, Episódio 1 - "Dodge City: Hail and Farewell") foi ao ar em 1 de setembro de 1959. Começando na semana seguinte em 8 de setembro de 1959 (Temporada 5, Episódio 2 - "The Trail to Tombstone "), o local mudou para Tombstone, Arizona Territory, para o restante da série.

## Elenco Principal
- Hugh O'Brian como Wyatt Earp (229 episódios)
- John Anderson/Ross Elliott como Virgil Earp (5 episódios/4 episódios)
- Ray Boyle como Morgan Earp (15 episódios)
- Douglas Fowley/Myron Healey como John H. "Doc" Holliday (49 episódios/10 episódios)
- Carol Montgomery Stone/Collette Lyons como "Big Nose Kate" (10 episódios/4 episódios)
- Mason Alan Dinehart como Bat Masterson (34 episódios)
- Steve Brodie/Lash La Rue como Sheriff Johnny Behan, membro do Ten Percent Ring (9 episódios/8 episódios)
- Jimmy Noel como townsman (144 episódios)
- Buddy Roosevelt como townsman (65 episódios)
- Rico Alaniz como Mr. Cousin (19 episódios)
- Rodd Redwing como Mr. Brother (8 episódios)
- Trevor Bardette como Newman Haynes Clanton (21 episódios)
- John Milford como Ike Clanton (8 episódios)
- Carol Thurston como Emma Clanton (7 episódios)
- William Phipps como Curly Bill Brocius (16 episódios)
- William Tannen como Deputy Hal Norton (56 episódios)
- Morgan Woodward como "Shotgun" Gibbs (42 episódios)
- Randy Stuart como Nellie Cashman (12 episódios)
- Paul Brinegar/Ralph Sanford como James H. "Dog" Kelley (34 episódios/21 episódios)
- Margaret Hayes como Dora Hand (3 episódios)
- Don Haggerty como Marsh Murdock (21 episódios)
- James Seay como Judge Wells Spicer (16 episódios)
- Damian O'Flynn como Judge Tobin/Dr. Goodfellow/Doc Fabrique
- Denver Pyle/Walter Coy como Ben Thompson (8 episódios/1 episódio)
- Bob Steele como Deputy Sam (4 episódios)